# Galerie Vera Munro
Die Galerie Vera Munro ist eine 1977 von Vera Munro gegründete Galerie für moderne Kunst in Hamburg. Sie gilt als eine der führenden Repräsentanten der Avantgardekunst in Deutschland.

## Geschichte
Die Gründerin und Inhaberin Vera Munro stammt aus einer Fabrikantenfamilie. Nach einer kaufmännischen Ausbildung und einem Kunstgeschichtsstudium war sie international als Fernsehmoderatorin und Model in der Mode- und Kosmetikindustrie tätig. Sie heiratete den Komponisten, Produzenten, Texter und Verleger Klaus „Nick“ Munro und eröffnete am 1. April 1977 eine Ausstellung mit Arbeiten der Amerikanerin Michelle Stuart. Die Galerie befand sich zunächst in der Barmbeker Straße in Hamburg-Winterhude. In den ersten Jahren zeigte sie unter anderem Antoni Tàpies, Joseph Beuys, Mario Merz, Cy Twombly, Lucio Fontana sowie die Künstler der Arte Povera.
Die 1985 in eine Jugendstil-Villa nach Hamburg-Eppendorf, direkt am Alsterlauf verzogene Galerie gilt inzwischen als eines der führenden Kunsthäuser für die Avantgarde. In den Jahren 2009 und 2010 wurde das Galeriehaus erneuert und die Ausstellungsfläche auf 600 Quadratmeter erweitert.

## Vertretene Künstler
Die Galerie Munro betreut und vertritt unbekannte sowie namhafte deutsche und internationale Künstler durch Ausstellungen in der eigenen Galerie, durch Vermittlung an Kunstmuseen und internationale Großausstellungen sowie durch die Präsentation ihrer Arbeiten auf internationalen Kunstmessen. Die Galerie ediert Ausstellungskataloge oder regt Kunstbücher an, die in Kunstbuchverlagen erscheinen. Sie berät die Inhaber und Kuratoren großer Unternehmen bei der Konzeption ihrer Kunstsammlungen und vermittelt ihre Künstler weltweit.
- Jean-Marc Bustamante, Vertreter Frankreichs auf der Biennale von Venedig 2003
- Imi Knoebel, Teilnehmer: documenta 5, 1972; documenta 6, 1977; documenta 7, 1982; documenta 8, 1987
- Günther Förg, Teilnehmer: documenta 9, 1992
- Silvia Bächli, Vertreter der Schweiz auf der Biennale von Venedig 2009
- John M. Armleder, Teilnehmer: documenta 8, 1987; Vertreter der Schweiz auf der Biennale von Venedig 1986
- Gerwald Rockenschaub, Vertreter Österreichs auf der Biennale von Venedig 1993; Teilnehmer: documenta 12, 2007
- Helmut Dorner, Teilnehmer: documenta 9, 1992

## Öffentliche Wahrnehmung
Die Ausstellungseröffnungen der Galerie Vera Munro gelten als gesellschaftliches Ereignis für Hamburg und sind Treffpunkt der Prominenz aus Kunst, Wirtschaft und Politik. Die Ausstellungen werden regelmäßig in internationalen Kunstzeitschriften (Artforum International, Frieze Magazine) und der nationalen Presse besprochen und in den Hamburg-Reiseführern (ADAC Reiseführer: Hamburg, S. 119; Dumont: Hamburg, S. 36; Marco Polo Reiseführer: Hamburg, S. 7; Metz: Kulturverführer Hamburg, S. 174) werden sie als „Sehenswürdigkeit“ empfohlen.

### Messebeteiligungen
Die Galerie stellt die Arbeiten ihrer Künstler regelmäßig auf den großen internationalen Kunstmessen vor. Sie war vertreten auf:
- ARCO Madrid (2004, 2005, 2006, 2007, 2008)
- Armory Show, New York (2001, 2003)
- Art Basel (2000, 2001, 2002, 2003, 2004, 2005, 2006, 2007, 2008, 2009, 2016)
- Art Basel Miami Beach (2004, 2005, 2006, 2007, 2008)
- Art Cologne, Köln (2002, 2003, 2012)
- Art Forum Berlin, Berlin (2009)

## Kataloge und Kunstbücher
- Arnulf Rainer: Rembrandt-Übermalungen 1980/81. Galerie Munro, Hamburg 1981.
- Arnulf Rainer: Schöne Schmierereien 1968–1978. Galerie Munro, Hamburg 1984.
- Helmut Dorner: Durch. Text von David Moos. Galerie Munro, Hamburg 1996.
- Miwa Ogasawara: Windhauch. Text von Noemi Smolik. Kerber, 2009.
- Gerwald Rockenschaub: Der Kern der Leere. Text von Markus Brüderlin. Galerie Vera Munro, 1990.
- Zum Thema Reihung: Ordnung muss sein, aber ist Sein Ordnung? Text von Helmut Draxler. Galerie Vera Munro, 1990.
- Franz Erhard Walther: Das neue Alphabet. Text von Veit Loers. Wilhelm Lehmbruck Foundation, 1994.